# 鹿野庄役場
鹿野庄役場又稱鹿野區役場，位於臺灣臺東縣鹿野鄉，是臺東縣境內唯一僅存的日治時期街庄役場建築。2005年建築的借住人相繼搬離或去世後，鹿野鄉公所曾向臺東縣政府提報為歷史建築，獲歷史建築審查委員會通過，但在2012年才正式公告為歷史建築。

## 沿革
日治初期明治卅八年（1905年），日本在今天鹿野鄉一帶設立「鹿寮區」，但當時區長都由卑南區長或里壠區長兼任，區役場也設在兼任區長的任所。到了大正九年（1920年），鹿寮區改稱「鹿野區」，次年（1921年）4月12日臺東廳任命齊藤與五郎，區役場也隨之設在鹿野區。最初鹿野區役場是借用鹿野村68番戶民宅辦公，後來（1921年）才在鹿野村85番戶興建正式的區役場建築（在保甲會館旁）。昭和十二年（1937年）臺東廳變更地方制度，鹿野區改制成鹿野庄，區役場也改稱「庄役場」。昭和十四年（1939年）鹿野公學校搬到車站附近後，庄役場改遷到公學校舊址辦公，原本的庄役場建物改做為官舍。
第二次世界大戰後，建物由鹿野鄉公所接管，作為鄉公所宿舍，但土地所有權則屬於台糖公司。

## 建築
其主建物屋頂屬四垂式結構。其東側為西洋式木造建築，西側為臺灣式磚造建築。